# Sayonara боль
«Sayonara боль» (стилизовано как «Sayonara bоль») — пятый студийный альбом российского рэп-исполнителя Элджея, выпущенный 3 марта 2023 года эксклюзивно на музыкальной платформе VK Музыка.
3 апреля альбом появился на всех площадках вместе с новым треком «Психологи».

## Описание
Пластинка состоит из 15 треков, в которые также входят совместные композиции с Yungluv и метал-группой Amatory. Элджей в своих социальных сетях и в клипе на сингл из альбома «Harakiri» также продемонстрировал новый сценический образ, изображающий «вампира с красными глазами».
В альбоме продемонстрировано множество рок-композиций, что нехарактерно для старого звучания артиста. Также в альбоме затрагиваются проблемы «употребления антидепрессантов», «деструктивных мыслей», «отсутствия любви и понимания от окружающих».

## Треклист
| №                   | Название                          | Длительность |
| ------------------- | --------------------------------- | ------------ |
| 1.                  | «Психологи (Bonus)»               | 2:44         |
| 2.                  | «Окошки»                          | 3:47         |
| 3.                  | «Punks Not Dead» (при уч. Федука) | 2:04         |
| 4.                  | «Алка-зельтцер»                   | 3:06         |
| 5.                  | «Sayonara bоль»                   | 2:15         |
| 6.                  | «Изиранеры»                       | 2:17         |
| 7.                  | «Форрест Гамп»                    | 2:56         |
| 8.                  | «Apteka» (при уч. yngluv)         | 2:29         |
| 9.                  | «=(»                              | 3:05         |
| 10.                 | «Demo Bieber (Читер)»             | 2:36         |
| 11.                 | «D3»                              | 1:51         |
| 12.                 | «Lockdown» (при уч. AMATORY)      | 2:35         |
| 13.                 | «Карри»                           | 2:37         |
| 14.                 | «Созвездие Либра»                 | 2:29         |
| 15.                 | «Harakiri»                        | 1:52         |
| Общая длительность: | Общая длительность:               | 38:43        |

## Чарты
| Чарт (2023) | Высшая позиция |
| ----------- | -------------- |
| ВКонтакте   | 1              |